# The Great Battle
Pour plus de détails, voir Fiche technique et Distribution.
The Great Battle (hangeul : 안시성 ; RR : Ansi-seong ; litt. « La Forteresse d'Ansi ») est un film historique sud-coréen réalisé et écrit par Kim Kwang-sik, sorti le 19 septembre 2018 en Corée du Sud. Il raconte la résistance d'une troupe de soldats coréens faisant face à une irrépressible invasion chinoise.
Il totalise 5,4 millions d'entrées au box-office sud-coréen de 2018 pour 40,5 millions $ de recettes.

## Synopsis
En l'an 645, le général Yang Manchun et ses troupes du Koguryo résistent à l'intérieur de la forteresse d'Ansi pendant 88 jours face au demi-million de soldats chinois de la dynastie Tang qui mènent l'invasion de la Corée,,,.

## Distribution
- Jo In-sung[8] : Yang Manchun
- Nam Joo-hyuk[9] : Sa-mul
- Park Sung-woong : L'empereur Tang Taizong
- Bae Sung-woo (en)[10] : Choo Soo-ji
- Uhm Tae-goo[11] : Pa-so
- Kim Seol-hyun[12] : Baek-ha
- Jung Eun-chae : Si-mi
- Park Byung-eun : Poong
- Seong Dong-il (en) : Woo-dae
- Oh Dae-hwan (en) : Hwal-bo
- Yu Oh-seong (en) : Yeon Gaesomun
- Stephanie Lee (en)
- Jang Gwang (en)

## Production
Le tournage débute le 23 août 2017 et se termine le 24 janvier 2018,.
Le film a nécessité la construction d'une réplique de la forteresse d'Ansi (en) de 11 m de haut et 180 m de long,.

## Sortie
Le film sort dans les salles sud-coréennes le 19 septembre 2018 avec une interdiction pour les moins de 12 ans non-accompagnés. Il est opposé à Fengshui, The Negotiation, et La Nonne, lors de ce qui est considéré comme la semaine la plus concurrentielle de toute l'année en Corée du Sud.
Le film sort en Amérique du Nord le 21 septembre 2018. À cette même date, le film avait été vendu dans plus de 32 pays dont le Royaume-Uni, le Vietnam, l'Australie, la Nouvelle-Zélande, Taiwan et Singapour où il doit sortir en octobre 2018.
Il sort en VOD et téléchargement numérique le 24 octobre 2018.

## Réception

### Critique
Le film reçoit dans l'ensemble des critiques positives. La photographie, la mise en scène de Kim, les séquences d'action et le jeu des acteurs sont saluées. Cependant, certaines critiques portent sur la représentation de Yang Manchun et sur l'exactitude historique du film,.
Yoon Min-sik du The Korea Herald écrit : « Le réalisateur Kim fait un travail astucieux en masquant les points faibles de ses acteurs et en exploitant au mieux leurs forces dans ce film riche en actions. La voix de Jo ne semble toujours pas à sa place dans un film historique, mais son personnage s’abstient de faire de grands discours et passe à l’action. Il est très peu probable que Yang Manchun ait été âge de la mi-trentaine, qu'il y ait eu une escouade de jolies femmes tirant avec des sarbacanes, ou un groupe de super-soldats frontaliers se battant sans casque, mais ce film ne s’embarrasse pas d'une véracité historique, et le résultat est très divertissant ».
Shim Sun-ah de Yonhap écrit : « Visuellement frappant, imaginatif et convaincant, The Great Battle se revendique facilement comme étant l'une des épopées de guerre les plus impressionnantes du cinéma coréen depuis longtemps. Comme l'on sait peu de choses sur la bataille et sur Yang Manchun, le fait de baser le film sur une histoire ancienne et oubliée depuis longtemps est un pari gigantesque et aurait pu tourner terriblement mal. Cependant, le réalisateur combine son style énergique avec des séquences spectaculaires au ralenti exposant chaque détail de la brutalité féroce de la bataille et de la peur des soldats coréens dépassés en nombre ».
Cary Darling du Houston Chronicle écrit : « Le réalisateur Kim Kwang-shik donne naissance à une chorégraphie d'action grand écran agrémentée d'effets visuels et souvent très impressionnante... The Great Battle résonne avec l'écho de telles séquences cinématiques digne de la bataille du gouffre de Helm dans Le Seigneur des anneaux : Les Deux Tours de Peter Jackson et de nombreuses autres similaires de Game of Thrones ».

### Box office
Le film engrange 194 200 $ avec les avant-premières et les réservations de tickets.
Pour son premier jour d'exploitation, le film se hisse à la première place au box-office en attirant 122 699 spectateurs pour 870 571 $ de recettes. Après quatre jours de forte affluence, le film dépasse le million d'entrées le 23 septembre. Au cours de son week-end d'ouverture, le film dépasse les 1 124 374 spectateurs au box-office pour 9,1 millions $ de recettes, reléguant Fengshui et The Negotiation à la seconde et troisième place.
Le 24 septembre, 6 jours après sa sortie, le film dépasse les 2 millions d'entrées, plus rapidement que le succès du Chuseok Masquerade en 2012 qui avait mis 8 jours. Le film dépasse les 3 millions d'entrées deux jours plus tard. Le 29 septembre, le film dépasse les 4 millions d'entrées après avoir dominé le box-office pendant 10 jours. Le film maintient sa position au sommet du box-office durant son deuxième week-end, avec toutefois une baisse brute de 29% avec 815 042 spectateurs pour 6,5 millions $ de recettes.
Le film dépasse les 5 millions d'entrées le 6 octobre 2018. Au cours de son troisième week-end, le film attire 234 886 spectateurs, soit une baisse de 72% par rapport au deuxième week-end. Le film termine troisième derrière Venom et Dark Figure of Crime. Le film termine à la cinquième place lors de son quatrième week-end, avec une chute brute de 70% par rapport au week-end précédent.
Le 22 octobre, le film dépasse son point d'équilibre financier avec 5,4 millions d'entrées au total. Au 28 octobre 2018, le film cumule 5 431 120 spectateurs pour 40,5 millions $ de recettes.

## Récompenses et nominations
| Prix                                          | Catégorie              | Récipiendaire    | Issue   | Réf.   |
| --------------------------------------------- | ---------------------- | ---------------- | ------- | ------ |
| 38e Korean Association of Film Critics Awards | Top 11 Films           | The Great Battle | Lauréat | [ 36 ] |
| 38e Korean Association of Film Critics Awards | Meilleur nouvel acteur | Nam Joo-hyuk     | Lauréat | [ 36 ] |
| 2e The Seoul Awards                           | Meilleur nouvel acteur | Nam Joo-hyuk     | Lauréat | [ 37 ] |